# سیارک ۲۵۴۷۷
سیارک ۲۵۴۷۷ (به انگلیسی: 25477 Preyashah، نامگذاری:1999XC44) بیست و پنج هزار و چهارصد و هفتاد و هفتمین سیارک کشف شده‌است که در ۷ دسامبر ۱۹۹۹ کشف شد.
قدر مطلق سیارک برابر ۷.۱ است.